# 龍笛 (音樂家)
雷恩·寇伯（英語：Ron Korb，中國大陸譯名又為龍笛），本名罗纳德·沃尔特·寇伯（Ronald Walter Korb），是一位來自多倫多的加拿大籍長笛演奏家及作曲家，擅長演奏數十種東西方笛子及吹管樂器﹐有“當代第一魔笛”之美稱。

## 音樂風格
雷恩·寇伯的音樂同時融合了多元文化色彩，除了他自身擁有東西方血統的背景緣故，他廣泛旅行世界各地的經驗也成為他創作靈感的來源。音樂曲風融合了世界音樂、新世紀音樂、古典音樂、爵士樂、拉丁美洲音樂、亞洲音樂、凱爾特音樂等。 雷恩·寇伯的音樂時常是一個主題故事的呈現，在旋律的層次堆疊講究豐富性與起承轉合，並大多以真實樂器的演奏。和一般輕音樂或新世紀音樂偏重於旋律的重複或大量使用電子合成樂器又有所不同。同時，除了在作品中演奏各式東西方笛子樂器外，在真實生活中也前往世界各地收集多達200種以上不同的笛子。

## 教育背景
雷恩·寇伯在音樂上的啟蒙是在11歲開始接觸直笛，因為非常喜愛笛子的聲音，中學後開始加入學校的愛爾蘭笛鼓樂隊，後來在多倫多皇家音樂學院學習期間，經常在各項音樂比賽中脫穎而出。在約克大學音樂系主修一年的爵士樂演奏後，他因為學業及音樂表現優異，因而獲得全額獎學金轉往多倫多大學音樂系主修長笛演奏，並取得多倫多大學音樂學位。

## 發行專輯 （摘錄）
- 2024 : Global Canvas
- 2018 : World Café
- 2015：Asia Beauty (入圍58屆葛萊美獎最佳新世紀音樂專輯)[2]
- 2013：Europa (歐洲漫遊)
- 2009：Once Upon A Time (龍笛傳說)
- 2009：Dragon Heart（龍の心）
- 2008：Native Earth （聖靈大地）
- 2007：Ron Korb  雷恩·寇伯-当代第一魔笛
- 2006：East West Road
- 2005：Rainforest Flute
- 2005：Seasons: Christmas Carols–與Donald Quan合作
- 2004：Ron Korb Live DVD
- 2004：Ron Korb Live CD
- 2004：Celtic Quest （重返祕世界）
- 2003：The World of Ron Korb
- 2000：Celtic Heartland （心靈祕境）
- 1999：Titanic: Odyssey
- 1999：Mada Minu Tomo e （未だ見ぬ友へ）
- 1999：Taming The Dragon （龍笛）
- 1995：Behind The Mask（東方戀）
- 1994：Flute Traveller
- 1993：Japanese Mysteries-與坂口裕樹合作
- 1990：Tear Of The Sun–與Donald Quan合作

雷恩·寇伯目前已在全球20多個國家發行30張個人音樂專輯。在1990年，他和同是多年好友的音樂家唐纳德·全（Donald Quan）發行《Tear of the Sun》專輯獲得加拿大新世紀音樂前40排行榜的第一名，2001年，兩位再度合作受邀為多倫多市爭取主辦奧林匹克運動會而譜寫主題曲《Expect the World》，由多倫多管絃樂團於Roy Thomson Hall 演出。2004年，雷恩·寇伯在魁北克省Vcitoriaville現場音樂會錄製發行DVD，他成為加拿大首位發行完整演出DVD的獨立音樂藝術家。2013年個人音樂專輯《Europa》獲得美國洛杉磯全球音樂獎最佳專輯、最佳器樂演奏、最佳作曲、及最佳專輯設計(Jade Yeh)等四項獎項。2015年個人音樂專輯《Asia Beauty》獲得58屆葛萊美獎最佳新世紀音樂專輯入圍。2023年參與製作日本音樂家Masa takumi《Sakura》專輯,此專輯獲得第六十五屆葛萊美最佳專輯。

## 與樂壇及流行歌手合作
雷恩·寇伯除了在個人的音樂創作及演奏造詣外，也為香港歌手寫歌，他為譚詠麟「情人」創作「有淚不輕流」。羅文專輯「始終你最好」中同名主打歌即是Ron Korb的作品，並獲得香港電台（RTHK）最佳原創獎。此外，劉文娟的《車站八零八》也是改編自雷恩·寇伯的作品《The Sun Princess》。在歐美，他也受邀參與許多音樂家或樂團專輯錄製，包括美國歌手奥莉维亚·纽顿-约翰、古典吉他演奏家莱昂娜·博伊德（Liona Boyd）、電影作曲家麥可·唐納（Mychael Danna）、文藝復興樂團（Renaissance）、英國搖滾樂手吉姆·麦卡蒂（Jim McCarty）。

## 電視電影配樂演奏

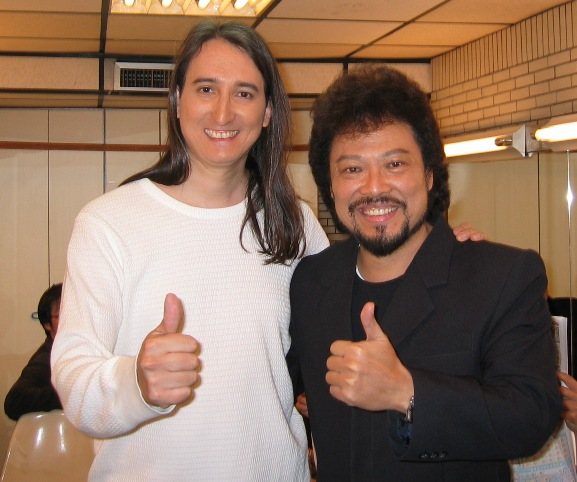
龍笛Ron Korb亞洲巡迴參加張菲《綜藝大哥大》合影

雷恩寇伯也在許多電影配樂中擔綱演出，包括李安導演的《冰風暴》、《與魔鬼共騎》、吳宇森的《至尊黑傑克》、艾騰·伊格言的《色情酒店》（Exotica）、《意外的春天》（The Sweet Hereafter）、《意外的旅程》（Felicia's Journey），以及米拉·奈兒的《慾望與智慧》（Kama Sutra: A Tale of Love）」。在導演罗伯特·勒帕吉（Robert Lepage）的電影《能》（Nô） 一片當中，雷恩寇伯飾演一名樂手，在開場一幕吹奏能管。

## 巡迴演出
雷恩寇伯的演出足跡遍及全球，其中較具代表性的包括廣州中山紀念堂、北京世紀劇院、上海之春國際音樂節、美國華盛頓特區史密森尼學會、紐約麥迪遜廣場花園、英國愛丁堡藝術節、荷蘭阿納姆大教堂、英國格拉斯頓伯里當代表演藝術節、南美巴拿馬國家劇院（Teatro Nacional de Panama）、京都平安神宮、及臺北中山堂、香港文化中心、香港大會堂等。2005年，龍笛代表加拿大參加日本愛知博覽會的演出。除此之外，他是西非歌手西莎莉亞·艾芙拉（Cesaria Evora）的巡迴演唱會開場嘉賓，也隨華裔世界音樂歌手朱哲琴分別巡迴中國及加拿大演出,还参与馬友友主持的“新丝绸之路”项目，并于2009年3月20日在多伦多Roy Thompson Hall演出。2013年龍笛舉辦其個人亞洲巡迴音樂會及講習活動, 前往新加坡、馬來西亞、台灣、香港、泰國、及中國大陸演出, 並與星外星唱片正式簽下新專輯Europa於中國大陸的發行。

## 文化與學術參與
1999年，雷恩·寇伯在英國的錄音室（the Real World Studios）錄製專輯《心靈秘境》時結識了英國搖滾樂歌手彼得·蓋布瑞爾。並通過彼得的關係認識了柬埔寨笛子音樂家Arn Chorn Pond。後來在2000年雷恩·寇伯和Arn Chorn Pond共同前往金邊進行一項傳統音樂及舞蹈保存計畫，由雷恩·寇伯協助指導錄製柬埔寨傳統音樂作為當地資料收藏，而Arn則開辦學校教導小朋友通過傳統音樂舞蹈的學習能接觸屬於柬埔寨特有的文化遺產。
2008年，雷恩·寇伯的專業音樂素養獲得澳大利亞學術界的肯定，受邀為澳洲全國音樂考試委員會的檢定考試編撰古典笛子演奏檢定考試曲目大綱書籍「Flute for Leisure」。
2013年，雷恩·寇伯將其愛爾蘭笛曲《Beckett's Whisper》(譯:貝克特的低語)改寫為古典長笛合奏曲，在首屆加拿大長笛年會閉幕由上百位長笛家共同演奏後，正式於北美發行古典長笛合奏樂譜，該曲於2014年被美國國家長笛協會選為芝加哥長笛年會開幕式演奏曲。